# Бахаме на Светском првенству у атлетици на отвореном 2019.
Бахаме су учествовале на 17. Светском првенству у атлетици на отвореном 2019. одржаном у Дохи од 27. септембра до 6. октобра. Ово је било њихово седамнаесто првенство, односно учествовали су на свим светским првенствима одржаним до данас. Репрезентацију Бахаме представљало је 9 спортиста (6 мушкараца и 3 жене), који су се такмичили у 7 дисциплина (4 мушке и 3 женске).,
На овом првенству Бахаме су по броју освојених медаља заузели 15. место са 2 освојене медаље (1 златна и 1 сребрна). У табели успешности према броју и пласману такмичара који су учествовали у финалним такмичењима (првих 8 такмичара) Бахаме је са 3 учесника у финалу делили 26. место са 16 бодова.
| Плас. | Земља  | 1. место | 2. место | 3. место | 4. место | 5. место | 6. место | 7. место | 8. место | Бр. финал. | Бод. |
| ----- | ------ | -------- | -------- | -------- | -------- | -------- | -------- | -------- | -------- | ---------- | ---- |
| =16.  | Бахаме | 1        | 1        | 0        | 0        | 0        | 0        | 0        | 1        | 3          | 16   |

## Учесници
| Мушкарци: - Теренс Џоунс — 200 м - Стивен Гардинер — 400 м - Алонзо Расел — 400 м - Доналд Томас — Скок увис - Latario Collie-Minns — Троскок - Lathone Collie-Minns — Троскок | Жене: - Тинија Гаитер — 100 м, 200 м - Антоник Стракан — 200 м - Шони Милер Уибо — 400 м |  |

## Освајачи медаља (2)

### Злато (1)
- Стивен Гардинер — 400 м

### Сребро (1)
- Шони Милер Уибо — 400 м

## Резултати

### Мушкарци
| Атлетичар            | Дисциплина | Лични рекорд | Предтакмичење | Предтакмичење | Квалификације        | Квалификације        | Полуфинале            | Полуфинале           | Финале               | Финале               | Детаљи |
| Атлетичар            | Дисциплина | Лични рекорд | Резултат      | Место         | Резултат             | Место                | Резултат              | Место                | Резултат             | Место                | Детаљи |
| -------------------- | ---------- | ------------ | ------------- | ------------- | -------------------- | -------------------- | --------------------- | -------------------- | -------------------- | -------------------- | ------ |
| Теренс Џоунс         | 200 м      | 20,43        |               |               | Дисквалификован      | Дисквалификован      | Није се квалификовао  | Није се квалификовао | Није се квалификовао | Није се квалификовао |        |
| Стивен Гардинер      | 400 м      | 43,87 НР     | 45,68         | 1. у гр. 5    | 44,13 КВ, ЛРС        | 1. у гр. 2           | 43,48 НР, ЛР          |                      |                      |                      |        |
| Алонзо Расел         | 400 м      | 45,25        | 45,91         | 5 у гр. 4     | Није се квалификовао | Није се квалификовао | Није се квалификовао  | 25 / 41 (42)         |                      |                      |        |
| Доналд Томас         | Скок увис  | 2,37         | 2,22          | 10 у гр. А    |                      |                      | Нису се квалификовали | 19 / 30 (31)         |                      |                      |        |
| Latario Collie-Minns | Троскок    | 17,18        | 16,26         | 15. у гр. А   | 28 / 33              |                      | Нису се квалификовали |                      |                      |                      |        |
| Lathone Collie-Minns | Троскок    | 16,99        | 15,89         | 15. у гр. Б   | 30 / 33              |                      | Нису се квалификовали |                      |                      |                      |        |

### Жене
| Атлетичарка     | Дисциплина | Лични рекорд | Група         | Група      | Полуфинале    | Полуфинале | Финале                | Финале       | Детаљи |
| Атлетичарка     | Дисциплина | Лични рекорд | Резултат      | Место      | Резултат      | Место      | Резултат              | Место        | Детаљи |
| --------------- | ---------- | ------------ | ------------- | ---------- | ------------- | ---------- | --------------------- | ------------ | ------ |
| Тинија Гаитер   | 100 м      | 11,04        | 11,24 кв      | 4. у гр. 4 | 11,20 (.195)  | 5. у гр. 1 | Није се квалификовала | 13 / 47      |        |
| Тинија Гаитер   | 200 м      | 22,54        | 22,57 КВ, ЛРС | 3. у гр. 4 | 22,57 КВ, ЛРС | 2. у гр. 2 | 22,90                 | 8 / 43 (48)  |        |
| Антоник Стракан | 200 м      | 22,32        | 22,86         | 1. у гр. 1 | 25,44         | 8. у гр. 3 | Није се квалификовала | 23 / 43 (48) |        |
| Шони Милер Уибо | 400 м      | 48,97        | 51,30 КВ      | 1. у гр. 5 | 49,66         | 1. у гр. 2 | 48,37 САР, НР, ЛР     |              |        |